# Judith Vanistendael
Judith Irene Vanistendael (Leuven, 1974) is een Belgische striptekenares en illustratrice.

## Biografie
Na het secundair onderwijs studeerde ze één jaar aan de Hochschule der Künste te Berlijn. Daarna behaalde ze een licentie in de kunstwetenschappen aan de UGent. Daarna volgde ze nog een postgraduaatopleiding in Sevilla. Ondertussen tekende ze de illustraties voor Vlaamse Sprookjes van haar vader Geert van Istendael.
Terug in België werkte ze op verschillende plaatsen, maar besliste uiteindelijk zich toe te leggen op het tekenen. Ze schreef zich in 2000 in voor de opleiding Beeldverhaal aan de hogeschool Sint-Lukas te Brussel.
Ze illustreerde onder andere voor de uitgeverijen Atlas, Querido, Malmberg en Lannoo. Ze publiceerde ook enkele korte verhalen in striptijdschriften.

## Werken
In 2007 is haar eerste stripalbum verschenen, De maagd en de neger . Dit werd het eerste deel van een tweeluik. Het verhaal is gebaseerd op een kort verhaal van Geert van Istendael. Deel 2 verscheen ook in de krant De Standaard, in de periode mei-juni 2009.
In 2012 verscheen Toen David zijn stem verloor, een stripboek dat gaat over een man die terminale kanker heeft, en hoe zijn vrouw en kinderen ermee omgaan. Met dit boek werd Vanistendael genomineerd voor drie Eisner Awards.
In 2016 verscheen Mikel, een graphic novel over een weinig succesvolle snoepverkoper die om financiële redenen in Baskenland lijfwacht wordt van politici op wie de ETA het heeft gemunt. Het scenario is van de hand van Mark Bellido en zou autobiografisch zijn. Het boek verscheen ook in het Frans bij uitgeverij Le Lombard en in het Spaans.